# Fortí de l'Estrella
El Fortí de l'Estrella és un antic edifici militar protegit com a bé cultural d'interès local del municipi de Ripoll (Ripollès).
L'edifici originàriament era militar amb la finalitat de defensar Ripoll dels atacs de l'exèrcit carlí. Es va construir sobre les restes d'un antic fortí, edificat en l'època de la Primera Guerra Carlina (1833-1840). El fortí es va utilitzar durant la Tercera Guerra Carlina (1872-1876). Passà a ser utilitzat com a habitatge, format per planta baixa, primer pis i golfes. Després del seu abandonament i trobant-se en estat precari, va passar a mans de l'ajuntament.
Hi destaquen les espitlleres que hi ha en tres de les façanes, a través de les quals els defensors refusaren els atacs.